# Deviloof
Deviloof (geschrieben in Großbuchstaben) ist eine 2015 gegründete japanische Deathcore-/Visual-Kei-Band aus Osaka.

## Geschichte
Nachdem sich die Band All Must Die im Jahr 2015 aufgelöst hatte, gründeten deren Sänger Keisuke sowie seine früheren Bandkollegen, der Bassist Daiki und der Schlagzeuger Hiroto, Deviloof, welche alsbald von den beiden Gitarristen Seiya und Ryuya verstärkt wurde. Im Oktober des Gründungsjahres veröffentlichte die Band ein Musikvideo zum Lied Ruin, welches sowohl in ihrer Heimat als auch international Zuspruch erfuhr. Noch im Dezember gleichen Jahres teilten sich Deviloof die Bühne mit Bands wie Last Day Dream, PassCode und Band-Maid.
Im darauf folgenden Jahr nahm die Band am Wacken Metal Battle Japan teil und erreichten das lokale Finale. Zudem erschien im gleichen Jahr die Debüt-EP Purge. Diese erreichte sowohl Platz zwölf der japanischen Indie-Charts von Oricon als auch eine Notierung in den offiziellen japanischen Musikcharts, wo es mit Platz 202 seine höchste Notierung erhielt. Im Jahr 2017 folgte die Herausgabe des Debütalbums Devil’s Proof beim gleichnamigen Musiklabel. Das Album erreichte Platz 133 in den heimischen Albumcharts. Mit der im Jahr 2018 bei Danger Crue veröffentlichten Single Kaika schaffte die Gruppe es erstmals in die japanischen Oricon-Singlecharts. Im Juni 2019 erschien mit Oni das zweite Studioalbum, welches ein Konzeptalbum darstellt und Einflüsse japanischer Musik aufweist. Es platzierte sich mit Platz 88 erstmals in den Top-100 der Oricon-Charts. Für 2020 war die Herausgabe der Single Devil’s Calling/Angel’s Cry geplant, wurde aber aufgrund der COVID-19-Pandemie in Japan auf Eis gelegt. Im Jahr 2021 veröffentlichte die Gruppe mit Newspeak eine Single sowie mit Dystopia das dritte Studioalbum. Im August 2021 war die Band in der Fernsehsendung Ariyoshi Hanseikai auf Nippon Televion zu sehen.
Nachdem Deviloof einen Vertrag bei Tokuma Japan Communications unterzeichneten, stellte die Herausgabe der EP Damned im Jahr 2023 ihr Majordebüt dar. Als Musikproduzent fungierte Jeff Dunne, der in der Vergangenheit bereits mit Motionless in White, Chelsea Grin und Crystal Lake zusammenarbeitete, während das Albumcover von Toshihiro Egawa entworfen wurde. Egawa zeichnete bereits als Illustrator für Gruppen wie Babymetal, Crossfaith und SiM verantwortlich. Die Veröffentlichung der EP wurde aufgrund einer chronischen Pharyngitis des Sängers Keisuke auf den 19. April 2023 verschoben. Am 24. Januar 2024 erfolgte die Herausgabe der EP Song for the Weak, nachdem Anfang des Monats bereits die gleichnamige Single mitsamt Musikvideo publik gemacht wurde.
Ende Januar 2025 veröffentlichte Deviloof ihre Single Inshu mitsamt Musikvideo. Dieses entstand unter der Regie von Hiroyuki Kondo, der in der Vergangenheit auch für Dir En Grey zusammenarbeitete. Im Musikvideo ist zudem der Schauspieler Tadanabu Asano zu sehen. Als musikalischer Gast wirkte die Dōjin-Sängerin Sennzai an der Entstehung des Liedes mit.
Nachdem eine geplante Europatournee im Jahr 2020 aufgrund der COVID-19-Pandemie abgesagt werden musste, gaben die Musiker für Ende des Jahres 2025 ihre erste Europatour unter dem Titel The Unholy bekannt. Drei Konzerte dieser Tournee finden in Deutschland statt. Teil dieser Tournee ist zudem ein Auftritt auf dem Resurrection Fest in Spanien. Bereits im Jahr zuvor spielten Deviloof vier Konzerte in Lateinamerika, die allesamt ausverkauft waren. Zudem begleitete die Band Anfang 2025 Carnifex auf deren Asientournee. Auch spielten Deviloof bereits mit Gruppen wie Paledusk und Cryptopsy.

## Bandname
Der Bandname leitet sich von der Phrase Devil’s Proof ab. In einem Interview mit JRock News erklärten die Musiker, dass man diesen Namen gewählt habe, da dieser zu dem Phänomen führt, das es keinen Beweis dafür gebe, dass sich Satan Christus jemals gezeigt habe.

## Musik
Beschrieben wird die Musik der Gruppe als Deathcore in der Tradition von Thy Art Is Murder, dem eine Vielzahl anderer Einflüsse beigemischt wird. Dabei werden unter anderem „brutale Technical-Death-Attacken“ und „groovige Heavy-Metal-Einlagen“ erkannt.
Vereinzelt weisen die Lieder Deviloofs verworrene Songstrukturen und „wilde Stilwechsel“ auf. Anne Krug von Sumikai beschrieb die Musik als eine „aggressive Mischung aus Deathcore, Brutal Slam, Blackened Metal und Visual Kei.“ Laut einem Interview mit Jrock News aus dem Jahr 2016 reichen die persönlichen musikalischen Einflüsse von Elvis Presley bis hin zu Gamma Ray, Megadeth und X Japan.

## Diskografie

### Studioalben
| Jahr | Titel Musiklabel                    | Höchstplatzierung, Gesamtwochen, AuszeichnungChartsChartplatzierungen (Jahr, Titel, Musiklabel, Platzierungen, Wochen, Auszeichnungen, Anmerkungen) | Anmerkungen                             |
| Jahr | Titel Musiklabel                    | JP | Anmerkungen                             |
| ---- | ----------------------------------- | --- | --------------------------------------- |
| 2017 | Devil’s Proof Devil’s Proof Records | JP133 (1 Wo.)JP | Erstveröffentlichung: 11. November 2017 |
| 2019 | Oni 9th Records                     | JP88 (1 Wo.)JP | Erstveröffentlichung: 19. Juni 2019     |
| 2021 | Dystopia Eigenverlag                | — | Erstveröffentlichung: 8. Dezember 2021  |

### EPs
| Jahr | Titel Musiklabel                              | Höchstplatzierung, Gesamtwochen, AuszeichnungChartsChartplatzierungen (Jahr, Titel, Musiklabel, Platzierungen, Wochen, Auszeichnungen, Anmerkungen) | Anmerkungen                              |
| Jahr | Titel Musiklabel                              | JP | Anmerkungen                              |
| ---- | --------------------------------------------- | --- | ---------------------------------------- |
| 2016 | Purge Devil’s Proof Records                   | JP202 (1 Wo.)JP | Erstveröffentlichung: 12. September 2016 |
| 2023 | Damned Tokuma Japan Communications            | JP aJP | Erstveröffentlichung: 19. April 2023     |
| 2024 | Song for the Weak Tokuma Japan Communications | JP aJP | Erstveröffentlichung: 24. Januar 2024    |

### Singles
| Jahr | Titel Album | Höchstplatzierung, Gesamtwochen, AuszeichnungChartsChartplatzierungen (Jahr, Titel, Album, Platzierungen, Wochen, Auszeichnungen, Anmerkungen) | Anmerkungen                          |
| Jahr | Titel Album | JP | Anmerkungen                          |
| ---- | ----------- | --- | ------------------------------------ |
| 2018 | Kaika Oni   | JP202 (1 Wo.)JP | Erstveröffentlichung: 25. April 2018 |

Weitere Singles
- 2015: Ruin (Single, Selbstverlag)
- 2016: Ishtar (Single, Selbstverlag)
- 2021: Newspeak (Single, Devil’s Proof Records)
- 2024: Song for the Weak (Single, Tokuma Japan Communications)
- 2025: Inshu (Single, Tokuma Japan Communications)

## Devifest
Die Band ist Ausrichter des „Devifest“, einem eintätigen Musikfestival in Osaka. Im Jahr 2025 traten Carnifex und Imperial Circus Dead Decadence auf. Bei der Erstveranstaltung im Vorjahr spielte dort unter anderem die japanische Metalcore-Band Crystal Lake.
In den vorangegangenen Jahren organisierten die Musiker das Devi Battle, ein Konzertformat, welches an ein Battle of the Bands angelehnt ist. Dort traten unter anderem Paledusk, Unlucky Morpheus und Hanabie. auf.